# Klubi Futbollit Luz i Vogël 2008
Il Klubi Futbollit Luz i Vogël 2008 è una società calcistica con sede a Luz i Vogël, in Albania. Fondato nel 2008, milita nella  Kategoria e Parë , la seconda divisione del campionato nazionale.

## Storia
Il club ha giocato la sua prima partita contro il Erzeni nella Kategoria e Parë nel Gruppo A il 21 settembre 2008. La stessa partita non è stato un grande momento nella storia del club in quanto ha perso 2-0 fuori casa. Il Luzi non guadagnò un solo punto nelle prime quattro partite della stagione. Il primo punto arrivo il 2 novembre 2008 contro il Adriatiku Mamurrasi. La partita è finita 1-0 a favore del Luzi 2008.
L'8 ottobre 2009 fu annunciato che il leggendario giocatore della nazionale Altin Rraklli si sarebbero unito al Luzi come direttore tecnico del club.

## Stadio
Il club attualmente gioca nello Stadiumi Luz i Vogël 2008 a Kavajë. Lo stadio è stato costruito nel 2008 dal consiglio di Luz i Vogël ed è stato pagato a loro spese. Lo stadio detiene attualmente 600 posti. La superficie di gioco è tutta erba naturale. Tuttavia, lo stadio non hanno una zona disabili o un sistema di telecamera professionale in atto. Il Besa Kavajë ha anche usato lo stadio per partite amichevoli e di coppa.

### Investimenti
Nel novembre 2008, il presidente del club, Lavdim Lusha, e i suoi due fratelli imprenditori della piccola città di Luz i Vogël hanno chiarito l'intenzione di investire fino a 400.000 euro nello stadio. I tre fratelli Lavdim, Sokoli e Albert Lusha hanno reso pubblica la notizia ad un evento FSHF nella città a cui hanno partecipato sia i presidenti del Teuta Durrës che del Besa Kavajë.

### Rosa
Rosa e numerazione aggiornate.
| N. |                    | Ruolo | Calciatore       |
| -- | ------------------ | ----- | ---------------- |
|    | Albania (bandiera) | P     | Alfons Muça      |
|    | Albania (bandiera) | P     | Gëzim Bushi      |
|    | Albania (bandiera) | P     | Ledjan Ahmeti    |
|    | Albania (bandiera) | D     | Adenis Xeka      |
|    | Albania (bandiera) | D     | Andi Çeka        |
|    | Albania (bandiera) | D     | Dorian Tafa      |
|    | Albania (bandiera) | D     | Eduart Thartori  |
|    | Albania (bandiera) | D     | Gëzim Lala       |
|    | Albania (bandiera) | C     | Arbër Ejupi      |
|    | Albania (bandiera) | C     | Enea Gjoni       |
|    | Albania (bandiera) | C     | Ibrahim Hysi     |
|    | Albania (bandiera) | C     | Juljan Sinameta  |
|    | Albania (bandiera) | C     | Shefqet Hallulli |
|    | Albania (bandiera) | C     | Shpend Memolla   |
|    | Albania (bandiera) | A     | Erdet Shinko     |

| N. |                    | Ruolo | Calciatore      |
| -- | ------------------ | ----- | --------------- |
|    | Albania (bandiera) | C     | Klodian Rexha   |
|    | Albania (bandiera) | A     | Arbër Merhori   |
|    | Albania (bandiera) | A     | Argjent Kalemi  |
|    | Albania (bandiera) | A     | Donald Varfi    |
|    | Albania (bandiera) | A     | Eduart Leçini   |
|    | Albania (bandiera) | A     | Elvis Sharra    |
|    | Albania (bandiera) |       | Albert Gjini    |
|    | Albania (bandiera) |       | Armando Gjepali |
|    | Albania (bandiera) |       | Denis Vrapi     |
|    | Albania (bandiera) |       | Eduart Xeka     |
|    | Albania (bandiera) |       | Gersi Shopi     |
|    | Ghana (bandiera)   |       | Jakob Apuary    |
|    | Albania (bandiera) |       | Linart Papa     |
|    | Albania (bandiera) |       | Rexhep Shtufi   |
|    | Albania (bandiera) |       | Vehbi Hadja     |